# 李翰林
李 翰林（イ・ハルリム、이한림）は大韓民国の軍人、外交官、政治家。本貫は平昌李氏。創氏改名による日本名は香住翰林（かずみ かんりん）。朝鮮戦争開戦時の陸軍士官学校副校長。太極武功勲章授与者。

## 人物
1921年2月、咸鏡南道安辺に生まれる。新京軍官学校第2期予科卒業、陸軍士官学校に留学して第57期相当、高射砲隊に配属、満州国軍中尉。終戦後、新京保安司令部（長：丁一権）生徒隊教官。
1946年2月21日付で軍事英語学校を卒業して中尉に任官（軍番10056番）。第3連隊の創設に参加。のちに警備士官学校教務処長。1946年11月末、第6連隊に派遣され、大隊副官兼作戦主任。1947年2月第6連隊大隊長。
1947年5月12日、第4連隊長。1948年7月、アメリカ陸軍歩兵学校に留学。1949年3月に帰国して陸軍士官学校副校長。
1950年7月1日、第2師団長。同年7月15日、慶尚北道咸昌で第2軍団が編成されると副軍団長。同年8月、第2軍団参謀長。
1950年12月、国防部国民防衛局長。
1951年1月13日、陸軍本部情報局長。同年4月、陸軍本部作戦局長。同年7月、陸軍歩兵学校校長。
1952年1月9日、国防部第2局（政訓局）長。同年5月、休戦会談韓国代表。
1953年6月15日、第9師団長、任少将。
1954年、第6軍団長、任中将。在任中の副大統領選挙で、当時与党候補の李起鵬を支持せず中立を保った。このため報復人事措置として、現役の軍団長から国防大学院に入学することになった。
1957年、国防大学院卒業、陸軍士官学校校長。
1960年10月、第1軍司令官。
1961年5月、5・16軍事クーデターにより反革命容疑で監禁・不起訴。同年8月24日、予備役編入。
1962年、カリフォルニア州立大学修了。
1963年6月、水産開発公社社長。
1968年3月、鎮海化学社長。
1969年2月から建設部長官、国際観光公社総裁、駐トルコ大使を歴任。

## 勲章
- レジオン・オブ・メリット - 1952年10月3日[19]
- 太極武功勲章 - 1953年10月27日
- シルバースター - 1954年7月9日[19]
- 花郎武功勲章